# Wireless HD
Wireless HD — стандарт, що розробляється консорціумом Wireless Home Digital Interface (WHDI) і призначений для обміну даними між побутовими пристроями, мобільними гаджетамі і комп'ютерним устаткуванням. До альянсу WHDI входять такі компанії, як Amimon, Hitachi, Motorola, Sharp, Samsung і Sony.
Особливістю технології WirelessHD (або WiHD) є те, що пристрої на базі цієї технології для приймання/передавання радіочастотного сигналу використовують частоту 60 ГГц. Саме це є концептуальною відмінністю технології WirelessHD від популярних нині технологій бездротового (радіо) зв'язку передачі даних WiMAX, Wi-Fi, Bluetooth.
В листопаді 2009 консорціум WHDI обнародував першу версію специфікації технології бездротового зв'язку Wireless HD. Специфікація WHDI 1.0 передбачає можливість подачі аудіовідеопотока з 1080p-якістю в нестислому вигляді на відстань до 30 метрів, зокрема крізь стіни. Таким чином, відеосигнал високої чіткості може транслюватися від джерела відразу на декілька приймачів, що розташовані в різних приміщеннях. Затримка при цьому не перевищуватиме однієї мілісекунди, а пропускна спроможність каналу зв'язку може досягати 3 Гбіт/с.
Очікується, що перші продукти з підтримкою стандарту Wireless HD почнуть поступати на ринок в другій половині 2010 року. У перспективі нова технологія повинна знайти застосування в телевізорах, Blu-ray-плеєрах і гральних приставках.